# David Roberts
David Roberts (1796-1864) foi um pintor romântico escocês.

## Sugestões de leitura
- David Roberts Égypte - hier et aujourd'hui, Éditions du Carrousel, 2002. ISBN 2-7456-0004-4
- Guy Rachet y Jean-Claude Simoën, Voyage en Égypte : David Roberts, 1998. ISBN 2-87830-029-7